# Йона Тукусер
Йона (івр. יוֹנָה, означає «голуб», «голубка», іноді — Іона; ім'я при народженні — Людмила; 5 березня 1986, Главані, Одеська область, Україна) Тукусер — українсько-болгарська художниця-живописець.

## Біографія
Людмила Тукусер народилася 5 березня 1986 року в Бессарабії, у селі Главані, яке заснували 1830 році вихідці з болгарського села Главан. Її батько був художником-самоуком, який малював надгробні портрети.
Протягом 2003—2007 років вона навчалася в Ізмаїльському гуманітарному державному університеті, який закінчила зі ступенем бакалавра образотворчого мистецтва. Пізніше переїхала до Болгарії і отримала болгарське громадянство та взяла ім'я «Йона». З 2007 по 2008 роки навчалася у Національній художній академії у Софії та здобула ступінь бакалавра живопису, а в період з 2008 по 2010 роки вона також закінчила магістерську програму з живопису.
З 2011 року живе і працює в Римі та Нью-Йорку. У 2021 році переїхала жити до Лондона. З 2022 року живе у рідному селі, працюючи над серією картин «Голод». 2024 року вийшов документальний фільм «Йона. Голодне марення» (режисерка Олена Кривенко).

## Дослідницька робота
Закінчивши Національну академію мистецтв у Софії, Йона Тукусер почала досліджувати тему голоду в Радянському Союзі та Бессарабії 1946—1947 років, зацікавившись цією трагедією через історії своєї бабусі. У 2011 році «Фундація візуального синтезу» (болг. Фондация за изобразителен синтез) представила картини Йони на виставці «Голод» (болг. Глад) у Центрі культури та дебатів «Червоний дім» (болг. Червената къща) (Софія, Болгарія). Роботи з цієї виставки також були представлені на міжнародній науковій конференції: «Голод 1946—1947 роки: історико-філософський, психолого-педагогічний аспекти», яка проходила в Ізмаїльському гуманітарному державному університеті 18—19 травня 2017 року.
З 2018 року працює в українських архівах, досліджуючи історію голоду. У 2020 році Інститут історичних досліджень Болгарської академії наук опублікував наукову статтю Йони Тукусер — «Проєкція метасучасного методу дослідження голоду в Бессарабії в 1946—1947 роках, відображеного в історичному живописі» в журналі «Історичний огляд». Результати вивчення літератури з теми та нововиявлені документальні джерела використовуються для відтворення радянського голоду в Україні у формі метамодерних історичних картин у проєкті «Голод».
Авторка багатьох персональних виставок та учасниця низки міжнародних виставок у Болгарії, Україні та США.

## Творчі проєкти
- «Голод» (болг. Глад)[15][16], 2009 —

У рамках свого міждисциплінарного проєкту «Голод» Йона Тукусер торкається соціальної теми, пов'язаної з проблемами голоду в сучасному світі. З 2009 року Йона вивчає історичні матеріали про голод в Україні та Радянському Союзі періоду 1921—1923, 1932—1933, 1946—1947 років, використовуючи академічний підхід до відбору джерел інформації з архівів та особистих інтерв'ю з живими свідками, які пережили голод.
Проєкт використовує метасучасний метод дослідження з науковими та мистецькими техніками, який служить основою для взаємозв'язку між дисциплінами науки та образотворчого мистецтва. Синтез мистецтва і науки створює можливість для художнього твору вступити в дискусію для більш детального розкриття минулого, що відображається в сьогоденні. Результати дослідження теми та нововиявлені документальні джерела використані для відтворення радянського голоду в Україні у вигляді метамодерних історичних картин. 2024 року провела виставку у Європарламенті, присвячену голоду в Україні періодів 1921—1923, 1932—1933, 1946—1947 років, та провівши паралель із голодом, який спричинило Російське вторгнення в Україну.
- «Чорнобиль» (болг. Чернобил)[19], 2010—2011
- «Корінь» (болг. Корен)[20], 2011—
- «Ядерне насіння» (болг. Ядрено семе)[21], 2013—
- «Ремонт ДНК» (англ. DNA Repair), 2015—
- «Антропофаг» (болг. Антропофаг)[22], 2016—2021

7 травня 2021 вийшов дебютний концептуальний музичний альбом Йони Тукусер «Антропофаг». Він містив 21 електронну звукову імпровізацію, створену в Римі з 2016 по 2021 рік. Звукові композиції альбому «Антропофаг» навіяні реальними історіями, зібраними Йоною про голод і канібалізм в Україні XX століття. «В альбомі „Антропофаг“ я розповідаю історію німого хлопчика, який, побачивши, що його мати їсть тіло його брата, вибігає на дорогу, щоб кричати про свій жах від побаченого. Але замість слів він видавав лише шкрябливі звуки. Хлопець був приголомшений пережитим». Кожна композиція в «Антропофазі» розповідає реальну історію: «Жінка з'їла свою доньку з могили», «Вкрали наречену з весілля та з'їли її», «Жінка зарізала свого сина і продала його». «Експериментальна музика, яка порушує всі критерії», — зазначили про альбом музичні куратори Submit Hub.
- «Час» (болг. Време), 2016—
- «Cookshoe» (укр. приготувати_взуття), 2021—

## Індивідуальні виставки
- 2007 Одеса, Україна — Болгарський культурний центр[6]
- 2008 Софія — «Агора»[6]
- 2008 Асеновград[6]
- 2010 Пловдив — «Аспект»[6]
- 2010 Русе — Художня галерея Русе[24]
- 2010 Софія — Посольство України в Болгарії[6]
- 2011 Пловдив — «У ПАРК»[25]
- 2011 Софія — «Червоний будинок „Андрій Ніколов“»[26]
- 2011 Софія — Посольство України в Болгарії[27]
- 2011 Софія — «Альфіані»[28]
- 2011 Софія — «Квартира»[6]
- 2013 Челсі, Нью-Йорк, США — Able Fine Art Gallery, виставка «AROUSAL» (укр. Збудження)[29][30]
- 2014 Софія — Галерея «Ракурсі», виставка «Корінь»
- 2024 Брюссель — Європарламент[31]
- 2024 Главані, Україна[32]

## Нагороди
- 2008 — I місце за портрет (живопис) у Національній художній академії (Софія, Болгарія)[6]
- 2009 — I місце за пейзаж (живопис) у Національній художній академії (Софія, Болгарія)[6]
- 2010 — ІІІ місце за роботу «Позаду» (болг. Отзад), Міжнародний конкурс живопису «Russian Art Week» (Москва, Російська Федерація)[33]
- 2010 — I місце за живопис «Смерть» (болг. Смърт), Міжнародний конкурс живопису, Kazakhstan Art Week (Алмати, Казахстан)[34][35]